# 小宽镇
小宽镇，是中华人民共和国吉林省四平市梨树县下辖的一个乡镇级行政单位。

## 行政区划
小宽镇下辖以下地区：
宽城社区、小宽村、西河村、长发村、五家户村、新风村、宏伟村、长兴村、大宽村和陈家村。